# Майсурян, Александр Александрович
Алекса́ндр Алекса́ндрович Майсуря́н (род. 15 июня 1969, Москва) — российский публицист и общественный деятель левого толка:140, журналист, блогер. Соавтор издания «Энциклопедия для детей» (томов «Биология», «История России XX века») издательства «Аванта+». Автор биографий Ленина и Брежнева, опубликованных в издательстве «Вагриус». Один из деятелей Демсоюза.

## Биография
Родился 15 июня 1969 года в Москве.
По собственным словам, в 1986 году учился в МГУ.
В 1987―1989 годах проходил срочную военную службу в Мурманской области (в Западной Лице).

## Политическая и журналистская деятельность
С июня 1989 года Александр Майсурян участвовал в деятельности Демократического Союза (ДС). Внутри ДС входил в оппозиционное меньшинство: по данным Вадима Дамье, Майсурян считал себя народником, был одним из участников семинара Андрея Грязнова и Александра Элиовича, затем вступил в еврокоммунистическую фракцию ДС. Избирался, наряду с В. Новодворской и другими, в Московский Координационный совет ДС — в первой половине 1990 года и осенью 1991 года. Входил в редколлегию «Бюллетеня Совета партии Демократический Союз», также редактировал выпускавшийся Московской организацией ДС дискуссионный листок под названием «Вполголоса».
В 1989 году дважды и в 1990 году два раза был задержан и административно арестован за участие в пикетах и митингах. Во время событий вокруг Белого дома в октябре 1993 года участвовал в санитарной дружине имени Максимилиана Волошина из анархистов, народников и других активистов для оказания медпомощи защитникам Верховного Совета. В октябре 1994 года Майсурян участвовал в пикете против визита английской королевы Елизаветы II в Москву, задержан, оштрафован судом. 12 декабря 1994 года участвовал в пикете протеста против ввода войск в Чечню, был задержан вместе с другими участниками. 25 января 2009 года дал интервью в поддержку Андрея Новикова. Выступал за отмену статей УК, наказывающих за политические высказывания, за прекращение возбуждённых по ним уголовных дел и освобождение арестованных, в том числе русского националиста Константина Осташвили и либерала Бориса Стомахина.
В 1992 году стал главным редактором еженедельной газеты «Амфитеатр» (Москва); также одним из её учредителей. С 2009 года публиковался на интернет-портале «Форум.мск». В марте 2013 года этот портал был вынужден переехать из Германии, где тогда находился, и перед чем отсутствовал в сети менее суток — из-за закрытия провайдером, поводом к чему послужила претензия к одной из публикаций Майсуряна.

## Критика деятельности
- В рецензии на том «История России. XX век» серии «Энциклопедия для детей» д-ра филол. наук, канд. ист. наук Б. Соколова (в «НГ» от 31.08.1996) отмечено, что хотя «Майсурян — не профессиональный историк, но отважился на подвиг — создание 50-листного популярного курса отечественной истории нашего столетия в очерках» и «в целом с задачей справился». По мнению Соколова, Майсурян отказался от «какой-либо отчётливой философии истории», стремясь лишь «к объяснению, по мере собственных сил, исторических событий, неосознанно приближаясь к позитивизму». «Значительную часть тома занимают биографические очерки о людях, ставших символами», — писал Соколов, также подмечая, что в издании «бросается в глаза обилие биографий диссидентов, явно не соответствующее реальному значению диссидентства»[29].
- В рецензии парижской газеты «Русская мысль» на том «История России. XX век» отмечалось: «Какова ваша концепция?» — допытывались у Александра Майсуряна, редактора тома и автора большинства помещённых в нём статей. «Объективность». — «Но есть же у вас собственное отношение к событиям?» — «Есть. Но в энциклопедии надо не культивировать свои симпатии, а пытаться отрешиться от них»… Составителям удалось найти «ключи» к читательскому сознанию, серьёзные и одновременно увлекательные «углы зрения» на историю страны. Один из главных принципов тома — показать историю через портреты её участников… Главное достоинство этой энциклопедии: она наконец-то нормальна". Среди недостатков книги «Русская мысль» отмечала недостаточное освещение темы русской эмиграции[30][31].
- Как отмечает профессор кафедры международного права, истории права и политико-правовых учений ДНУ С. И. Поляков[укр.], свою биографию Ленина Майсурян посвятил формированию его мировоззрения, характеристике интеллектуальных способностей, «беспристрастному, объективному освещению малоизвестных сторон личности лидера большевиков, глубокому проникновению в „ленинский феномен“». Основу источниковой базы монографии «Другой Ленин» составили мемуары, а сквозной темой выступила «бытовая история»[6]. «Для Майсуряна Ленин — фигура трагическая… Из-за того, что потом многие его соратники пали жертвами диктатуры Сталина, революция пошла не по тому пути, о котором думал Ильич…», — отмечает д-р исторических наук, профессор кафедры истории России факультета гуманитарных и социальных наук РУДН Е. А. Котеленец[7]:142. Она же пишет: «Публицистическая и эмоционально окрашенная книга Майсуряна — это своеобразный цитатный монтаж»[7]:140. Книгу Майсуряна «Другой Ленин» цитируют профессор кафедры истории Восточной Европы Будапештского университета Тамаш Краус[32] и профессор кафедры всемирной истории Российско-армянского университета Yervand Margaryan[англ.][33]. Журналом «Профиль» книга Майсуряна «Другой Ленин» была оценена как «отчаянная попытка вернуть „живому трупу“ отблеск прежнего сияния»[34].

- Как отмечает профессор кафедры белорусской культуры Гродненского государственного университета С. А. Габрусевич, в своей монографии, посвящённой Брежневу, Майсурян представил «бытовую картину жизни генсека, опровергая некоторые установившиеся в обществе стереотипы относительно его личности»[35]. Книга Майсуряна «Другой Брежнев» приводится в библиографиях статьи о Брежневе в БРЭ[36] и учебных и научно-методических пособий[37][38]. По оценке эстонского критика и драматурга Андреса Лаасика[эст.], книга «Другой Брежнев» основана на карнавальной концепции Михаила Бахтина, который смотрит на людей как на участников карнавального процесса многоуровневого общества.

- Научный сотрудник НИЦ АИРО-XXI П. Н. Опалин характеризует позицию А. А. Майсуряна как блогера по отношению к революции 1917 года — как одного из её «нынешних адвокатов», причём — отличающуюся от советской (в частности, тем, что тот «не стремится „засерьёзнить“ характер общения с посетителями своего блога», — он «откровенно троллит тех, кто склонен к поискам причин революции 1917 года в области конспирологии и теорий заговора…»). Главным объектом критики у Майсуряна в качестве виновников предреволюционного кризиса в России выступают тогдашние элиты. По мнению Опалина, Майсурян и ему подобные создали в интернете «целое направление апологии революционаризма и большевизма, а также советского периода в целом»[39][40].

## Работы
- Энциклопедия для детей. Т. 2. Биология («Аванта+», 1993). А. Майсурян — редактор и составитель тома, автор статей. (Рецензия в журнале Наука и жизнь № 7 за 1994 год[41]).
  - Энциклопедия для детей. Т. 2. Биология («Аванта+», 2-е изд., перераб. и доп., 1994, ISBN 5-86529-012-6). А. Майсурян — редактор и составитель тома, автор статей.
  - Энциклопедия для детей. Т. 2. Биология («Аванта+», 3-е изд., 1996). А. Майсурян — редактор и составитель тома, автор статей. Том был рекомендован Управлением развития общего среднего образования Министерства образования России как дополнительное пособие для учащихся[42].
- Энциклопедия для детей. История России. XX век. — М.: Аванта+, 1995. — Т. 5 ч. 3. — 672 с. — 100 000 экз. — ISBN 5-86529-042-8. А. Майсурян — редактор тома[43] и его автор. Том был также рекомендован Управлением развития общего среднего образования Министерства образования России как дополнительное пособие для учащихся.
- Александр Майсурян. «Другой Брежнев». — М.: «Вагриус», 2004. — 544 с. — 5000 экз. — ISBN 5-475-00021-2. Иллюстрации для книги предоставил личный фотограф Брежнева Владимир Мусаэльян (называвший Александра Майсуряна своим другом[44]). Перевод на эстонский Юрия Оямаа[эст.][45][46]. Aleksandr Maisurjan (Александр Майсурян). «Teistmoodi Brežnev» (эст.). — Tallinn: Varrak[англ.], 2013. — 374 с. — ISBN 978-9985-3-2706-7.

- Александр Майсурян. «Другой Ленин». — М.: «Вагриус», 2006. — 480 с. — ISBN 5-9697-0292-7.
- Александр Майсурян. «Развитие в природе, культуре и истории». — М.: Книжный клуб «XXI век», 2000. — 484 с. — ISBN 5-8237-0091-1. Рецензент ч. I «Общие понятия развития» — доктор биологических наук, профессор МГУ Борис Медников. Книга на сайте «Проблемы эволюции» Александра Маркова . Главы публиковались в журнале [[Грани (журнал)|Грани]]]. Архивировано из . оригинала] 7 июня 2017 года.] (Грани — Google Книги).

- Энциклопедия для детей. Всемирная история. — М.: Аванта+, 1993. — Т. 1. — 688 с. — 100 000 экз. — ISBN 5-86529-002-9. А. Майсурян — автор статей «Французская революция» и «Деятели Французской революции».

- Александр Майсурян. «Волны жизни» в природе и культуре: от наступления — к спаду // Экология и жизнь (журнал). — 2006. — № 2 (51). — С. 7—11. На сайте «Проблемы эволюции» Александра Маркова.

- Публиковался в газетах «Свободное слово»[47], «Рабочая демократия»[48], «За волю!»[49], «Трудовая Россия»[50][51], «Арсеньевские вести»[52], «К барьеру!»[53]. Участвовал в новостных программах телеканалов «Мир», ВГТРК, Вечерняя Москва в качестве историка[54][55] и автора книг «Другой Ленин»[55][56] и «Другой Брежнев»[54].

## Фильмография
- Документальный фильм «Брежнев против Косыгина. Ненужный премьер» федерального телеканала «ТВ Центр» (2015) с участием писателя А. Майсуряна[57].

- Документальный фильм федерального телеканала «ТВ Центр» «Сталин против Ленина. Поверженный кумир» (2016) с участием писателя А. Майсуряна[58].

- Документальный фильм федерального телеканала «Звезда» «Ульяновы. Засекреченная семья» (2017) с участием писателя, историка А. Майсуряна[59].

- Документальный фильм «Заговор против маршала Победы» (2019) федерального телеканала «Звезда» с участием писателя, историка А. Майсуряна[60].

- Документальный фильм «Брежнев против Хрущёва. Удар в спину» федерального телеканала «ТВ Центр» (2020) с участием писателя[61], историка А. Майсуряна[62].

- Документальный фильм федерального телеканала «Звезда» «Надежда Крупская» (2021) с участием писателя, историка А. Майсуряна[63].

## Семья
- Отец — Александр Николаевич Майсурян (1931—2013), доктор биологических наук, профессор.
- Мать — Анастасия Борисовна Федина (1932—2012), биолог.
- По отцу — внук Н. А. Майсуряна (1896—1967), профессора Тимирязевской академии, академика ВАСХНИЛ, и А. И. Атабековой (1903—1991), также профессора Тимирязевской академии.
- Прадед — И. Н. Атабеков (1870—1916), политик, переводчик Манифеста Компартии и других произведений Маркса и Энгельса на армянский язык.
- Прабабушка — Ольга Михайловна Майсурян (1861—1931) — армянская актриса.

## Разное
- В 1995—1999 годах проходил по трём уголовным делам[64]. В 1995 году как автор листовки проходил по уголовному делу № 230547 об оскорблении (Б. Н. Ельцина) по статье 131 УК РСФСР («Умышленное унижение чести и достоинства личности, выраженное в неприличной форме»). (Дело было возбуждено одновременно с возбуждением уголовного дела против редакции телепрограммы «Куклы» по тому же обвинению[65], и тогда же закрыто). В 1996 году за организацию несанкционированных митингов и пикетов проходил по уголовному делу по статье 200.1 УК РСФСР («нарушение порядка организации или проведения собрания, митинга, демонстрации, шествия и пикетирования»). Дело прекращено в 1997 году в связи с декриминализацией данной статьи УК. В 1999 году за нанесение уличного граффити осуждён Замоскворецким судом г. Москвы к условному наказанию и штрафу по статьям 213 и 214 УК РСФСР («хулиганство» и «вандализм»).